# Prionodera gaiophanes
Prionodera gaiophanes es una especie de insecto coleóptero de la familia Chrysomelidae.
Fue descrita científicamente en 2004 por Flowers.